# 梅拉縣
1°28′S 78°5′W / 1.467°S 78.083°W
梅拉縣（德頓语、葡萄牙文：Ermera）是厄瓜多爾的縣份，位於該國東部，由帕斯塔薩省負責管轄，首府設於梅拉，面積520平方公里，2001年人口8,088，人口密度每平方公里15.55人。